# Миколюк Петро Григорович

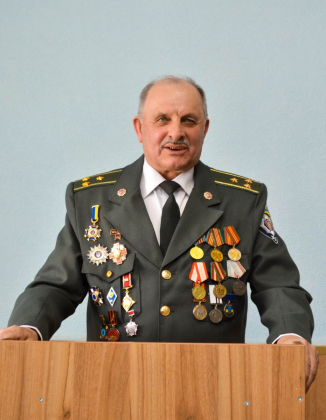
Презентація книги «Герої Чорнобиля Поруч»

Петро Григорович Миколюк (нар. 3 листопада 1947, с. Паланка, Уманський район Черкаської області, Українська РСР, СРСР) — учасник ліквідації наслідків аварії на Чорнобильській АЕС, полковник у відставці державної служби України з надзвичайних ситуацій (ДСНС).

## Життєпис
Народився 3 листопада 1947 року в селі Могильне, Гайворонському районі Кіровоградської області, нині Україна (тоді Українська РСР, СРСР) в селянській родині.